# Elecciones parlamentarias de Dinamarca de 1981
Las elecciones parlamentarias de Dinamarca fueron realizadas el 8 de diciembre de 1981. Los Socialdemócratas se posicionaron como el partido más grande del Folketing, obteniendo 59 de los 179 escaños. La participación electoral fue de un 83.3% en la Dinamarca continental, 55.4% en las Islas Feroe y 61.0% en Groenlandia.
Las elecciones de 1981 fueron las quinta elecciones generales en Dinamarca en un período de poco menos de ocho años.Después de las elecciones de 1979, el líder del Partido Socialdemócrata, Anker Jorgensen, había formado un gobierno minoritario. En las elecciones de 1981, 13 partidos políticos nominaron a 1130 candidatos para los 175 escaños de la Dinamarca metropolitana (excluyendo Groenlandia y las Islas Feroe). Los principales problemas debatidos durante la campaña fueron las dificultades económicas del país, en particular la creciente deuda externa y el desempleo, así como el papel de los sindicatos en la formulación de políticas gubernamentales. Los liberales, junto con los conservadores, presentaron un plan conjunto para la recuperación de la economía y las limitaciones en el gasto público. Los socialdemócratas presentaron un "programa de acción" que contiene, entre otros, un marco para una reforma de la oferta de medios de inversión para la industria y la agricultura a partir de fondos de pensiones y seguros.
El día de las elecciones, los conservadores, el Partido Popular Socialista y los Demócratas del Centro avanzaron, mientras que el Partido del Progreso, el Partido Liberal y el Partido Social Liberal declinaron. El Partido del impuesto único perdió todos sus asientos en el Folkeiing. Los socialdemócratas, a pesar de la pérdida de nueve escaños, mantuvieron su posición de liderazgo en el Parlamento. El primer ministro Anker Jorgensen volvió a formar un gabinete minoritario socialdemócrata el 30 de diciembre.

## Resultados
|                                         |           |       |         |       |
| Dinamarca                               |           |       |         |       |
| Partido                                 | Votos     | %     | Escaños | +/–   |
| Socialdemócratas                        | 1.026.726 | 32.87 | 59      | –9    |
| Partido Popular Conservador             | 451.478   | 14.45 | 26      | +4    |
| Partido Popular Socialista              | 353.373   | 11.31 | 21      | +10   |
| Venstre                                 | 353.280   | 11.31 | 20      | –2    |
| Partido del Progreso                    | 278.383   | 8.91  | 16      | –4    |
| Demócratas del Centro                   | 258.522   | 8.28  | 15      | +9    |
| Partido Social Liberal                  | 160.053   | 5.12  | 9       | –1    |
| Socialistas de Izquierda                | 82.711    | 2.65  | 5       | –1    |
| Demócratas Cristianos                   | 72.174    | 2.31  | 4       | –1    |
| Partido Justicia de Dinamarca           | 45.174    | 1.45  | 0       | –5    |
| Partido Comunista de Dinamarca          | 34.625    | 1.11  | 0       | 0     |
| Partido de los Trabajadores Comunistas  | 4.223     | 0.14  | 0       | 0     |
| Partido de los Trabajadores Socialistas | 2.034     | 0.07  | 0       | Nuevo |
| Independientes                          | 807       | 0.02  | 0       | 0     |
| Votos en blanco/nulos                   | 19.881    | –     | –       | –     |
| Total                                   | 3.143.444 | 100   | 175     | 0     |
| Islas Feroe                             |           |       |         |       |
| Partido Unionista                       | 4.393     | 26.44 | 1       | 0     |
| Partido de la Igualdad                  | 4.070     | 24.49 | 1       | 0     |
| República                               | 3.441     | 20.71 | 0       | 0     |
| Partido Popular                         | 3.073     | 18.49 | 0       | 0     |
| Partido del Autogobierno                | 867       | 5.22  | 0       | 0     |
| Partido de los Pescadores y el Progreso | 773       | 4.65  | 0       | 0     |
| Votos en blanco/nulos                   | 79        | –     | –       | –     |
| Total                                   | 16,696    | 100   | 2       | 0     |
| Groenlandia                             |           |       |         |       |
| Atassut                                 | 9.223     | 48.86 | 1       | 0     |
| Siumut                                  | 7.126     | 37.75 | 1       | 0     |
| Independientes                          | 2.529     | 13.39 | 0       | Nuevo |
| Votos en blanco/nulos                   | 925       | –     | –       | –     |
| Total                                   | 19.803    | 100   | 2       | 0     |
| Fuente: Nohlen & Stöver                 |           |       |         |       |